# أندي لي (لاعب كرة قدم بريطاني)
أندي لي (بالإنجليزية: Andy Lee)‏ (14 سبتمبر 1962 بليفربول في المملكة المتحدة - ) هو لاعب كرة قدم بريطاني في مركز الدفاع. لعب مع كامبريدج يونايتد ونادي ترانمير روفرز لكرة القدم ونادي ألترينتشام.